# OpenDocument
Formát OpenDocument (ODF), celým názvem OASIS Open Document Format for Office Applications (OASIS otevřený formát dokumentu pro kancelářské aplikace) je otevřený souborový formát určený pro ukládání a výměnu dokumentů vytvořených kancelářskými aplikacemi. ODF zahrnuje textové dokumenty (jako např. poznámky, knihy, dopisy aj.), prezentace, tabulky, grafy a databáze. Standard ODF byl vyvinut sdružením OASIS a vychází ze staršího souborového formátu používaného aplikacemi OpenOffice.org. Formáty ODF a OOXML jsou založeny na XML.
Formát OpenDocument je od května 2006 standardizován Mezinárodní organizací pro normalizaci jako standard ISO/IEC 26300.
Rozšířený formát OpenDocument 1.2 je standardem od července 2015 jako standard ISO/IEC 26300-1/2015 až ISO/IEC 26300-3/2015.
Termín otevřený vychází především z toho, že formát byl vyvinut veřejně množstvím organizací, jeho specifikace je veřejně přístupná a formát může být použit libovolnou aplikací bez omezení. Účelem formátu OpenDocument je nabídnout otevřenou alternativu uzavřeným formátům (např. rozšířeným DOC, XLS a PPT využívané kancelářským balíkem Microsoft Office). Microsoft na to reagoval vytvořením vlastního otevřeného standardu Office Open XML (otevřením vlastního dosud uzavřeného XML standardu), který je v tuto chvíli kvůli dominantnímu postavení Microsoftu v oblasti kancelářských balíků rozšířenější, ale čelí mnohé kritice např. pro svůj komplikovaný návrh. Microsoft také do svých produktů zahrnul omezenou podporu ODF.
Uživatelé formátu OpenDocument tak získali možnost volby dalších dodavatelů alternativních kancelářských aplikací a mohou si volit také mezi více potenciálními dodavateli řešení (například v případě ukončení vývoje nebo podpory jejich stávajících aplikací nebo v případě změny cenové politiky či licenčního ujednání pro komerční nebo nekomerční použití konkrétního softwarového řešení).

## Verze

### Open Document Format 1.2
Open Document Format for Office Applications (ODF) ve verzi 1.2 byl publikován jako standard ISO 26300:2015. Tento standard již je podporován kancelářským balíkem LibreOffice.

### Open Document Format 1.3
Verze ODF 1.3 (Open Document Format) byla v lednu 2020 odsouhlasena standardizační komisí OASIS. V červnu 2021 byla tato verze schválena jako standard ISO, a to jako aktualizace verze 1.2.
Mezi novinky ve formátu patří elektronický podpis a XML šifrování dokumentů založené na OpenPGP, několik vylepšení funkcí již dostupných v ODF 1.2 (např. nové typy regresních křivek pro grafy), nová specifikace počtu desetinných míst ve formátování čísel, speciální styl záhlaví/zápatí pro první stránku dokumentů, mezery mezi odstavci podle kontextu, vylepšení funkce WEEKDAY a nový typ dokumentu hlavní šablony textu.
Podpora pro ODF 1.3 byla implementována v LibreOffice 7.0 a vylepšována v dalších verzích řady 7.

## Podpora
Na podporu ODF bylo založeno OpenDocument Fellowship, které se má zasadit o jeho rozšíření a podporu po světě a ve velkých organizacích.
Společnost Microsoft potvrdila, že formát ODF také podpoří ve svých produktech a umožní svým zákazníků na základě jejich poptávky si sami zvolit jimi používaných formát. OpenDocument Fellowship založilo petici, která shromažďuje ony poptávající a žádá tak Microsoft o podporu ODF v MS Office (již ukončena). Podpora ODF je v Microsoft Office 2007 dostupná od opravného balíčku SP2.

## Souborové formáty
Definice standardu ODF obsahuje doporučené přípony a MIME typy podporovaných souborových formátů.

### Dokumenty
| Dokument                | Přípona | MIME Type                                       |
| ----------------------- | ------- | ----------------------------------------------- |
| textový dokument        | .odt    | application/vnd.oasis.opendocument.text         |
| tabulka                 | .ods    | application/vnd.oasis.opendocument.spreadsheet  |
| prezentace              | .odp    | application/vnd.oasis.opendocument.presentation |
| grafika                 | .odg    | application/vnd.oasis.opendocument.graphics     |
| graf                    | .odc    | application/vnd.oasis.opendocument.chart        |
| matematický výraz       | .odf    | application/vnd.oasis.opendocument.formula      |
| databáze                | .odb    | application/vnd.oasis.opendocument.database     |
| obrázek                 | .odi    | application/vnd.oasis.opendocument.image        |
| hlavní textový dokument | .odm    | application/vnd.oasis.opendocument.text-master  |

### Šablony
Mimo výše uvedených dokumentů jsou podporovány také šablony určené pro jejich tvorbu.
| Dokument                     | Přípona | MIME Type                                                |
| ---------------------------- | ------- | -------------------------------------------------------- |
| šablona textového dokumentu  | .ott    | application/vnd.oasis.opendocument.text-template         |
| šablona tabulky              | .ots    | application/vnd.oasis.opendocument.spreadsheet-template  |
| šablona prezentace           | .otp    | application/vnd.oasis.opendocument.presentation-template |
| šablona grafiky              | .otg    | application/vnd.oasis.opendocument.graphics-template     |
| šablona grafu                | .otc    | application/vnd.oasis.opendocument.chart-template        |
| šablona matematického výrazu | .otf    | application/vnd.oasis.opendocument.formula-template      |
| šablona obrázku              | .oti    | application/vnd.oasis.opendocument.image-template        |
| šablona webové stránky       | .oth    | application/vnd.oasis.opendocument.text-web              |

## Aplikace pracující s ODF
Řada kancelářských aplikací v této chvíli již podporuje OpenDocument. Zde je jejich částečný výčet (seřazen abecedně):
- Abiword 2.4.2 a novější podporuje čtení a zápis souborů .odt.
- Aukyla Document Management System 2.0 – jednoduchý systém správy dokumentů disponující prohlížečem OpenDocument a indexačními funkcemi.
- Beagle search tool 0.1.2 – Gnome projekt zaměřující se na problematiku vyhledávání v datech na lokálním počítači, který indexuje a prohledává data v mnoha různých formátech, včetně OpenDocument.
- DocMgr 0.53.3 – vyspělý systém správy dokumentů, který podporuje vyhledávání a indexaci OpenDocument souborů.
- docvert – web service nástroj pro převod textových dokumentů (zejména .doc) do formátu OpenDocument (postaven na OpenOffice.org).
- Dokumenty Google – online webová aplikace na vytváření, sdílení a úpravu dokumentů pracuje se soubory .odt a .ods.
- eLawOffice.it 0.9.5.2 – právnická multiplatformní javová aplikace licencovaná pod GPL (client-server), která používá formát OpenDocument pro generování výstupních sestav
- eZ publish 3.6 – pouze s OpenOffice extension
- Gnumeric – částečná podpora pro soubory .ods
- Google Desktop Search – plug-in pro formát OpenDocument podporuje vyhledávání v souborech .odt, .ott, .odg, .otg, .odp, .otp, .ods, .ots a .odf.
- IBM Lotus Symphony
- Kat Desktop Search Environment – prohledávací nástroj integrovaný do desktopu KDE s podporou .odt, .odp, .ods, .odf a .odc
- Knomos case management 1.0
- KOffice 1.4.2 – od 11. října 2005
- LibreOffice – vznikl jako větev OpenOffice.org po odkoupení Sun Microsystems společností Oracle
- Microsoft Office 2010 a všechny vyšší verze tohoto nejpoužívanějšího kancelářského balíku, včetně cloudového řešení Office 365 – podpora ODF 1.1
- Microsoft Office 2007 SP2 – podpora ODF 1.1
- NeoOffice – 1.2 pouze čtení, od verze 2.0 umožňuje čtení i zápis.
- odfReader – plugin pro internetový prohlížeč Mozilla Firefox, který umožňuje prohlížet soubory OpenDocument.
- ooo-word-filter – modul pro Microsoft Word 2003 XML umožňující načíst OpenDocument soubory (alfa verze).
- OpenOffice.org – verze 1.1.5 pouze čtení, od verze 2.0 je podporováno čtení i zápis.
- OpenOpenOffice – modul pro Microsoft Office umožňující práci (čtení i zápis) s  formátem OpenDocument (alfa verze, ohlášeno na listopad 2005).  Archivováno 19. 12. 2005 na Wayback Machine.
- Scribus 1.2.2 – umí importovat text a grafiku ve formátu OpenDocument
- Sun StarOffice 8 – proprietární komerční produkt schopný číst i zapisovat ve formátu OpenDocument; založen na OpenOffice.org
- TEA – lehký textový editor s velkým množstvím funkcí, umožňuje čtení souborů .odt.
- TeX4ht – novější distribuce podporují převod dokumentů LaTeX do formátu OpenDocument.
- TextMaker 2006 – textový procesor umožňující import souborů .odt.
- Visioo Writer – podporuje čtení souborů .odt.
- WordPad ve Windows 7 – podpora ODF 1.1
- Writely – webový textový editor, který umí číst i zapisovat ve formátu OpenDocument .odt.

## Přijímání standardu OpenDocument na úřadech české veřejné správy

### Přijímání dokumentů ODF na úřadech centrální správy[4]
| úřad                                         | dokumenty ODF                                     | stav k datu |
| -------------------------------------------- | ------------------------------------------------- | ----------- |
| Úřad vlády                                   | přijímá                                           | 19.3.2014.  |
| Ministerstvo vnitra                          | nepřijímá                                         | 19.3.2014.  |
| Ministerstvo financí                         | přijímá                                           | 19.3.2014.  |
| Ministerstvo zahraničních věcí               | nepřijímá                                         | 19.3.2014.  |
| Ministerstvo spravedlnosti                   | nepřijímá                                         | 19.3.2014.  |
| Ministerstvo dopravy                         | nepřijímá                                         | 19.3.2014.  |
| Ministerstvo zdravotnictví                   | podatelna nepřijímá, přes datové schránky přijímá | 19.3.2014.  |
| Ministerstvo pro místní rozvoj               | nepřijímá                                         | 19.3.2014.  |
| Ministerstvo kultury                         | nepřijímá                                         | 19.3.2014.  |
| Ministerstvo obrany                          | nepřijímá                                         | 19.3.2014.  |
| Ministerstvo průmyslu a obchodu              | přijímá                                           | 19.3.2014.  |
| Ministerstvo práce a sociálních věcí         | nepřijímá                                         | 19.3.2014.  |
| Ministerstvo zemědělství                     | přijímá                                           | 19.3.2014.  |
| Ministerstvo školství, mládeže a tělovýchovy | přijímá                                           | 19.3.2014.  |
| Ministerstvo životního prostředí             | nepřijímá                                         | 19.3.2014.  |

### Přijímání dokumentů ODF na úřadech krajské samosprávy[5]
| úřad                  | dokumenty ODF      | stav k datu |
| --------------------- | ------------------ | ----------- |
| Magistrát města Prahy | nepřijímá          | 16.4.2014.  |
| Středočeský kraj      | není přesně určeno | 16.4.2014.  |
| Jihočeský kraj        | nepřijímá          | 16.4.2014.  |
| Plzeňský kraj         | nepřijímá          | 16.4.2014.  |
| Karlovarský kraj      | nepřijímá          | 16.4.2014.  |
| Ústecký kraj          | přijímá            | 16.4.2014.  |
| Liberecký kraj        | nepřijímá          | 16.4.2014.  |
| Královéhradecký kraj  | nepřijímá          | 16.4.2014.  |
| Pardubický kraj       | nepřijímá          | 16.4.2014.  |
| Kraj Vysočina         | nepřijímá          | 16.4.2014.  |
| Jihomoravský kraj     | nepřijímá          | 16.4.2014.  |
| Olomoucký kraj        | nepřijímá          | 16.4.2014.  |
| Zlínský kraj          | nepřijímá          | 16.4.2014.  |
| Moravskoslezský kraj  | nepřijímá          | 16.4.2014.  |

## Další uživatelé standardu OpenDocument

### Poslanecká sněmovna Parlamentu České republiky
Poslanecká sněmovna Parlamentu České republiky v průběhu roku 2014 přešla na standard OpenDocument pro dokumenty sněmovních tisků.

### ODF se stává hlavním formátem francouzské veřejné správy
Open dokument (ODF) se stane hlavním formátem francouzské veřejné zprávy. Rozhodlo o tom její ředitelství.

### Specifikace formátu OpenDocument verze 1.0
- ve formátu OpenOffice.org
- ve formátu PDF